# 黄池
黃池位於河南省封丘縣西南。周敬王三十八年（前482年），吴王夫差率军于黄池大会诸侯，与晋争做盟主，取得霸主名，这就是历史上有名的“黄池之会”。 

## 名稱由來
根據《封丘縣誌》記載：「天子東游於黃澤。歌曰：黃之池，其馬噴沙，黃之澤，其馬噴玉。」故在春秋時叫做黃池，黃池本為春秋古名。

## 地理位置
位於河南省封丘縣西南方11.3公里處，壩台村東邊。今仅存古黄池碑。

## 歷史背景
周敬王三十八年（前482年），吳王夫差率領大軍參加黃池諸侯大會，與晉定公爭奪盟主，這就是歷史上有名的「黃池之會」。《东周列国志》记载晋提出吴先歃的明确条件：吴必须去王号，称公。于是夫差去王号改称“吴公”，主盟黄池大会。
正当吴国全力北上争霸时，越王勾践趁虚偷袭吴都姑苏并杀死吴太子友，夫差在取得霸主空名后只得连忙从黄池回国与越国议和。黄池之会是吴国霸业的顶峰，但是10年以后（前473年），吴国被越国灭。 
- 《春秋》:“公会晋侯及吴子于黄池”。
- 《左传》:“公会单平公晋定公吴夫差于黄池，盟，吴晋争先，乃先晋人”。
- 《谷梁传》:“黄池之会，吴子进乎哉，遂子矣”。
- 《国语·吴语》:“吴王夫差既杀申骨，不捻于岁，乃起师北征二，以会晋公午于黄池，吴公先献， 晋侯亚之”。
- 《史記·吴太伯世家》:“吴王与晋定公争长，吴王曰于周室我为长，晋定公曰于姬姓我为伯。赵鞅怒，将伐吴乃长晋定公”
- 《史記·仲尼弟子列传》:“吴王果以兵临晋，与晋人相遇黄池之上。吴晋争强，晋人击，大败吴师。越王闻之，涉江袭吴”。
- 《史記·秦本纪》:“晋定公与吴王夫差盟，争长于黄池，卒先吴。吴强，陵中国。”
- 《史記·晋世家》:“定公与吴王夫差会黄池，争长，赵软时从，卒长吴。”
- 《史記·赵世家》:“晋定公与吴王夫差争长于黄池。赵简子从晋定公。卒长吴。”
- 《史記·伍子胥列传》:“吴王召鲁卫之君会之寨皋。其明年因北大会诸侯于黄池，以令周室”.
- 《韩非子·喻老》篇：“吴兵既胜齐人于艾陵，张之于江济，强之于黄池， 故可制于五湖。”
- 《淮南子·兵略训》：“吴王夫差，地方二千里带甲七十万。南与越战， 栖之会稽；北与齐战， 破之艾陵；西遇晋公，擒之黄池；此用民气之实也。”

## 遺蹟
現在僅存古黃池碑全部，建造磚瓦、砌碑樓，加以保護。